# Sunday’s Fantasy
Sunday’s Fantasy – marka papierosów smakowych.
Produkowane są przez niemiecką firmę Pöschl Tabak, na licencji angielskiej firmy J.Burmfit & Radford Tobacco. Historia marki sięga XVII wieku i wiąże się z osobą Thomasa Radforda, założyciela  J.Burmfit & Radford Tobacco. Sunday’s Fantasy to papierosy z aromatem tytoniu fajkowego. Korzenne i orientalne tytonie (głównie waniliowe i goździkowe), wzbogacone odrobiną jagód leśnych nadają im charakterystyczny smak oraz aromat. Na rynku polskim są dostępne od czerwca 2006 roku.
Produkcja została zlikwidowana w 2012 roku.